# Симфоничен метъл
Симфоничният метъл е стил в метъла създаден през средата на 90-те години на 20-ти век. В него вокала трябва да бъде най-често изпълняван от жена.
Поради специфичното си звучене и силното присъствие на елементи от класическата музика симфоничният метъл се доближава силно до европейската музикална традиция, поради което е популярен почти единствено на територията на Европа.
За основател на този стил се водят групите: Nightwish и Within Temptation
- After Forever
- Apocalyptica
- Bendida
- Delain
- Diablo Swing Orchestra
- Epica
- Haggard
- Leaves' Eyes
- Nightwish
- Therion
- Visions of Atlantis
- Within Temptation
- Xandria